# Rodrigo Ramallo
Rodrigo Ramallo (Santa Cruz de la Sierra, 1990. október 14. –) bolíviai labdarúgó, a The Strongest csatára.